# Mutua Madrid Open 2025
Die Mutua Madrid Open 2025 bezeichnen sowohl ein Tennisturnier der WTA Tour 2025 für Damen als auch ein Tennisturnier der ATP Tour 2025 für Herren. Das Turnier startet am 23. April. Die Turniere in der Caja Mágica in Madrid endeten am 4. Mai 2025.

## Ergebnisse

### Herren
→ Qualifikation: Mutua Madrid Open 2025/Herren/Qualifikation

### Damen
→ Qualifikation: Mutua Madrid Open 2025/Damen/Qualifikation